# Lake Rafa
Lake Rafa är en sjö i Australien. Den ligger i delstaten Western Australia, omkring 370 kilometer sydost om delstatshuvudstaden Perth. 
Trakten runt Lake Rafa består till största delen av jordbruksmark. Trakten runt Lake Rafa är nära nog obefolkad, med mindre än två invånare per kvadratkilometer. Genomsnittlig årsnederbörd är 491 millimeter. Den regnigaste månaden är juli, med i genomsnitt 64 mm nederbörd, och den torraste är februari, med 14 mm nederbörd.